# Utransaari
Utransaari är en ö i Finland. Den ligger i Pielis älv och i kommunen Joensuu i den ekonomiska regionen  Joensuu ekonomiska region  och landskapet Norra Karelen, i den sydöstra delen av landet, 400 km nordost om huvudstaden Helsingfors. Öns area är 5,5 hektar och dess största längd är 0,7 kilometer i sydväst-nordöstlig riktning.